# Concílio de Constantinopla (1094)

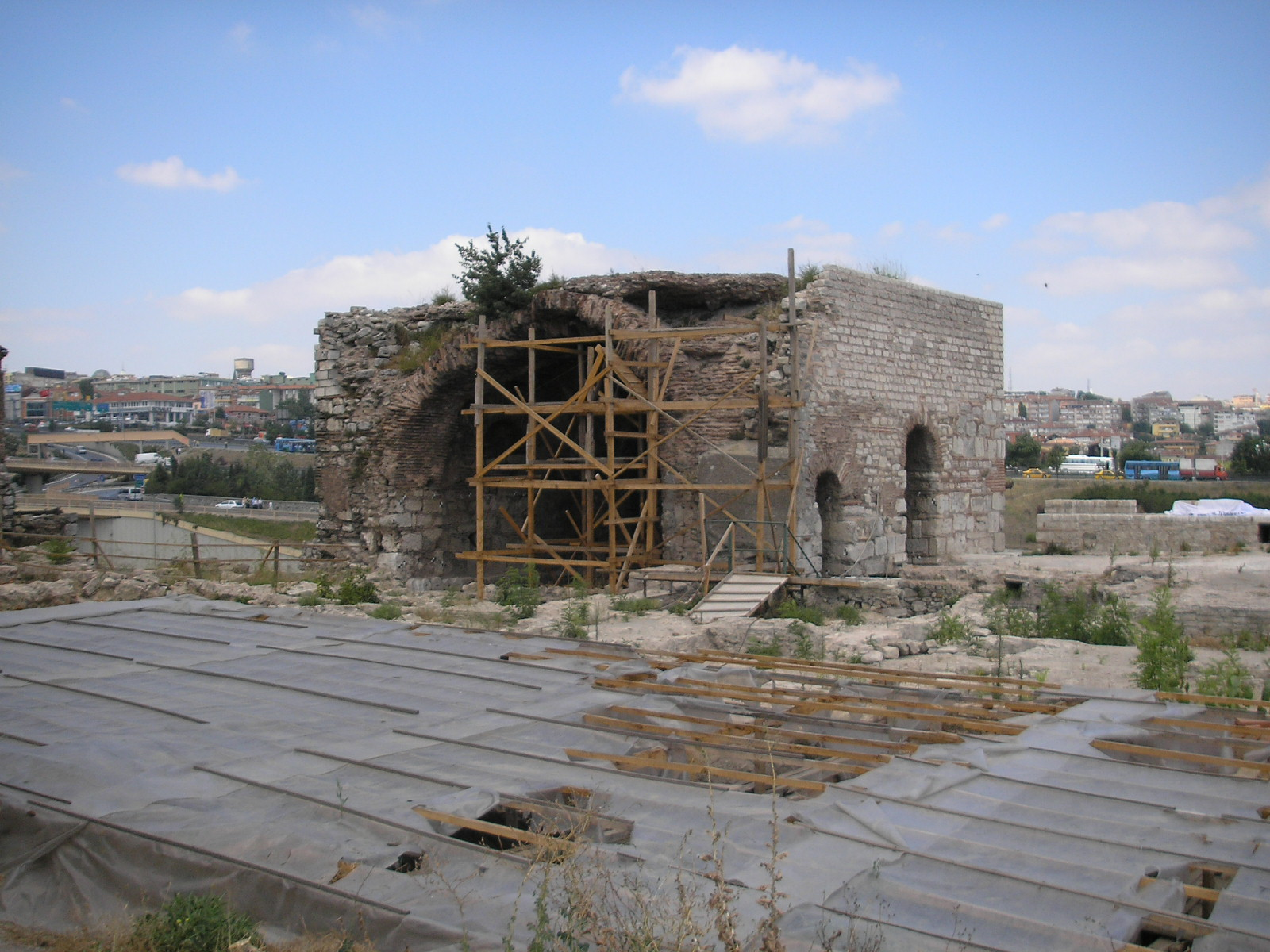
Ruínas do Palácio de Blaquerna

O Concílio de Constantinopla de 1094 foi um concílio local convocado pelo imperador Aleixo I Comneno (r. 1081–1118) no Palácio de Blaquerna, em Constantinopla, de modo a resolver a controvérsia a respeito de Leão da Calcedônia. Embora seja corriqueiramente datado em 1094, há certos desacordos quanto ao ano e, por esta razão, variadamente o evento foi datado por alguns autores em 1092, final de 1094, ou começo de 1095.

## Antecedentes
Aleixo I Comneno (r. 1081–1118), ao assumir o trono em 1081, encontrou o Império Bizantino numa situação desesperadora. Com as guerras bizantino-normandas drenando o pouco dinheiro remanescente do tesouro imperial, e Roberto Guiscardo marchando através dos Bálcãs, o imperador foi forçado a reunir um sínodo em 1082 para autorizá-lo a empregar o dinheiro obtido com ofertas nas igrejas para serviço público. Este ato foi violentamente combatido por muitos clérigos como Leão da Calcedônia. Sua oposição forçou Aleixo I a recuar temporariamente em 1082, porém a retomada dos confiscos logo depois e a falta de resistência pelo patriarca Nicolau III (r. 1084–1111) fez com que Leão e outros bispos proeminentes rompessem comunhão com o patriarcado em 1084. Em 1086, Aleixo convoca outro sínodo, onde Leão é condenado por não acatar uma decreto imperial.

## Deliberações do concílio

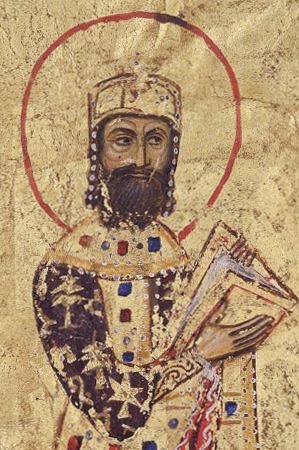
Iluminura de r.

Em 1094, Leão enviou uma carta para Nicolau Adrianopolita, cujo conteúdo foi considerado contrário aos ensinamentos dos textos patrísticos sobre a veneração de ícones. Isso levou Aleixo I a convocar um concílio de senadores, prelados e monges no grande tríclino de Blaquerna para discutir sobre a veneração de ícones e pôr fim à controvérsia de Leão. Segundo as estimativas havia mais de 50 leigos, 30 clérigos com ofícios episcopais, cerca de 15 chefes de mosteiros, com uma dispersão de monges e diáconos.
As discussões técnicas centraram em torno do Segundo Concílio de Niceia, realizado em 787, e sua decisão de que "adoração" (latreia) deu-se a Deus apenas, e "veneração relativa" (prosquínese esquética, proskynesis schetike) é aquela poderia ser dada às imagens. Esta noção de veneração foi percebida, fundamentalmente, para os "protótipos", ou a pessoa santa a quem a imagem supunha descrever, e não os materiais nos quais as imagens foram confeccionadas. Leão, contudo, insistiu que um uso secular do material foi idêntico ao desrespeito blasfemo à imagem, e fundamentalmente, o protótipo. Este argumento técnico era de que o Logos assumiu uma "forma" humana como descrito materialmente no ícone. Dai em diante, esta "forma" foi integrada na pessoa divina.
No fim do concílio, Leão da Calcedônia foi unanimemente condenado ao exílio, e foi enviado para Sozópolis no Ponto Euxino, onde os locais viam-o como santo. O imperador fez por onde sua vida ser tão confortável quanto possível, mesmo tendo permanecido intransigente e hostil com relação ao imperador.